# Steve Buyer

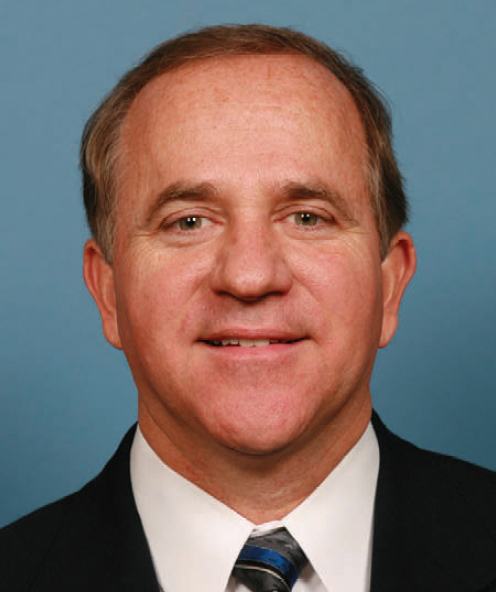
Steve Buyer (2009)

Stephen Earle „Steve“ Buyer (* 26. November 1958 in Rensselaer, Jasper County, Indiana) ist ein US-amerikanischer Politiker der Republikanischen Partei. Er war von 1993 bis 2011 Mitglied des US-Repräsentantenhauses für Indiana.

## Biografie
Nach dem Besuch der North White High School studierte er von 1976 bis 1980 an der Militärhochschule The Citadel und erwarb dort einen Bachelor of Science (B.Sc.). Ein anschließendes postgraduales Studium der Rechtswissenschaften an der Law School der Valparaiso University beendete er 1984 mit einem Juris Doctor (J.D.). Nach einer kurzen Tätigkeit als Rechtsanwalt war er von 1984 bis 1987 als Hauptmann juristischer Mitarbeiter der United States Army im Judge Advocate General’s Corps und danach von 1987 bis 1988 Stellvertretender Generalstaatsanwalt (Deputy Attorney General) von Indiana. Während der Militärischen Operationen Desert Shield und Desert Storm im Zweiten Golfkrieg 1990 bis 1991 war er Rechtsberater der eingesetzten US-Armee. Seit 1980 ist er Angehöriger der US Army Reserve und wurde dort 2004 zum Oberst befördert.
Als Kandidat der Republikaner wurde er 1992 erstmals zum Mitglied im US-Repräsentantenhaus gewählt und vertrat nach acht anschließenden Wiederwahlen ab dem 3. Januar 1993 den fünften bzw. ab dem 3. Januar 2003 den vierten Wahlbezirk Indianas. 1998 gehörte er zu den vom Repräsentantenhaus ernannten Managern des letztlich gescheiterten Amtsenthebungsverfahrens (Impeachment) gegen US-Präsident Bill Clinton. Zwischen 2005 und 2007 war er Vorsitzender des Ausschusses für Veteranenangelegenheiten (US House Committee on Veterans’ Affairs); bis zu seinem Ausscheiden aus dem Kongress war er als ranghöchstes Mitglied der republikanischen Minderheitsfraktion (Ranking Minority Member) Oppositionsführer in diesem Ausschuss. Außerdem war Buyer Mitglied im Ausschuss für Energie und Handel (US House Committee on Energy and Commerce).
Im Jahr 2010 verzichtete Buyer auf eine erneute Kandidatur. Als Grund gab er eine Erkrankung seiner Frau an; mit dem Verzicht auf eine weitere Amtsperiode wolle er den Stress in ihrem gemeinsamen Leben reduzieren. Sein Nachfolger wurde im Januar 2011 Todd Rokita.
Im Jahr 2023 wurde Buyer wegen Insiderhandels zu einer Haftstrafe von 22 Monaten verurteilt.